# Шоу, Аманда
Аманда Амайя Шоу (англ. Amanda Shaw; род. 2 августа 1990) — американская каджун-скрипачка, певица и актриса из Мандевилла, Луизиана.

## Музыкальное обучение
Ранние музыкальные навыки Шоу получила, обучаясь в музыкальной школе Юго-Восточного университета Луизианы. Начала осваивать классическую скрипку с четырёх лет, а с восьми лет начала играть каджунскую музыку. В 2008 году обучалась в Mount Carmel Academy, в Новом Орлеане, но недоучилась, поскольку решила путешествовать по всей стране, чтобы исполнять свою музыку. Позже Шоу скажет, что это решение ей было принять очень трудно. В 2008 году Шоу сдала вступительные экзамены и планировала учиться в Тулейнском университете, но не поступила туда.

## Гастроли
Вместе со своей группой The Cute Guys, Шоу регулярно даёт концерты по всему Новому Орлеану и принимает участие в различных музыкальных мероприятиях, включая New Orleans Jazz & Heritage Festival. Также они выступили на историческом колумбийском театре в Хаммонде, в штате Луизиана.

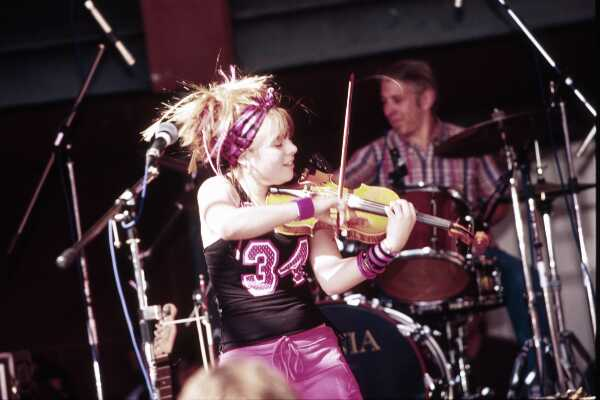
Аманда Шоу во время выступления на фестивале во Французском квартале Нового Орлеана в апреле 2007 года.

## Записи и видео
В 2001 и 2004 годах Шоу самостоятельно выпустила два первых альбома Little Black Dog и I’m Not a Bubble Gum Pop Princess; последний помимо трациционных канджун-композиций содержал кавер-версии двух известных панк-песен: «Should I Stay or Should I Go» (The Clash) и «I Wanna Be Your Boyfriend» (Ramones, в кавер-версии название изменено на «Girlfriend»). В 2006 году певица подписала контракт с лейблом Rounder Records. Спустя два года выходит её третий студийный альбом Pretty Runs Out.
Снялась в двух фильмах, транслировавшихся на Disney Channel и снятых в Новом Орлеане: «Застрявшие в пригороде» (2004) и «Теперь вы видите это..» (2005).
Одной из её наиболее известных телевизионных работ стало озвучивание документального фильма Hurrican on the Bayou (2006), рассказывающего об урагане Катрина и эрозии на болотах Луизианы. В этом фильме её музыка звучит наряду с произведениями Тэба Бенуа, также читавшего закадровый текст, и уроженца Нового Орлеана Аллена Туссена.

## Дискография
- Little Black Dog (2001)
- I’m Not a Bubble Gum Pop Princess (2004)
- Pretty Runs Out[англ.] (2008)
- Good Southern Girl[англ.] (2010)
- Please, Call Me Miss Shaw (2018)[7]
- Joie (2020)